# 박주현 (1971년)
박주현(朴珠現, 1971년 8월 13일 ~ )은 대한민국의 제7·8·9대 강원도 동해시의원이다. 강원도 동해시 묵호읍 출신이다.

## 학력
- 동호국민학교 25회
- 묵호여자중학교 18회
- 묵호고등학교 34회
- 동해전문대학교 사무자동화과 졸업
- 한국방송통신대학교 영어영문학과
- 강원대학교 대학원 영어영문학 석사과정 졸업

## 경력
- 기독교대한감리회 동해시·삼척시 지방연합회 청년회장
- 동해화력발전처 외국인 감리단(ABBCE) 근무
- 열린우리당 강원도당 동해시·삼척시 당원협의회 여성위원장
- 민주평화통일자문회의 동해시협의회 사회복지분과위원장
- 한명숙 대선경선 동해시 여성위원장
- 묵호고등학교 총동문회 총무국 차장(인터넷 팀장)
- 한명숙 팬클럽 '행복한사람들' 공동대표
- 강원체신청 강사지원단 정보화교육 강사
- 동해시청 정보화교육 강사(평생학습관)
- 민주당 강원도당 여성위원회 부위원장
- 2014.07 ~ 2018.06 제7대 강원도 동해시의회 의원
- 2014.07 ~ 2016.07 제7대 강원도 동해시의회 전반기 예산결산특별위원회 위원
- 2016.07 ~ 2018.06 제7대 강원도 동해시의회 후반기 예산결산특별위원회 위원
- 더불어민주당 강원도당 윤리심판위원회 윤리심판위원
- 2018.07 ~ 2022.06 제8대 강원도 동해시의회 의원
- 2018.07 ~ 2020.07 제8대 강원도 동해시의회 전반기 예산결산특별위원회 위원
- 2020.07 ~ 2022.06 제8대 강원도 동해시의회 후반기 예산결산특별위원회 위원
- 더불어민주당 강원도당 여성위원회 부위원장
- 더불어민주당 강원도당 대변인
- 호민관대학 자치분권 강사(강원도 지방분권 전문강사)
- 더불어민주당 탈당
- 2023.08.14 국민의힘 입당
- 2024.04 ~ 제9대 강원특별자치도 동해시의회 의원
- 2024.04 ~ 2024.07 제9대 강원특별자치도 동해시의회 전반기 예산결산특별위원회 위원
- 2024.07 ~ 제9대 강원특별자치도 동해시의회 후반기 윤리특별위원회 위원장
- 2024.07 ~ 제9대 강원특별자치도 동해시의회 후반기 예산결산특별위원회 위원

## 수상
- 강원도지사 표창(도민 정보화교육 기여)
- 2018.03.09 제3회 강원의정봉사상 수상
- 2020.12.01 제5회 강원의정봉사상 수상
- 2021.12.22 제6회 강원의정봉사상 수상

## 역대 선거 결과
|  | 25.89% |

|  | 45.97% |

|  | 14.99% |

|  | 21.49% |

|  | 8.37% |

|  | 53.55% |